# Drew megye
Drew megye az Amerikai Egyesült Államokban, azon belül Arkansas államban található. Megyeszékhelye és legnagyobb városa Monticello. Lakosainak száma 17 350 fő (2020. április 1.). Drew megye Lincoln, Ashley, Desha, Chicot, Bradley és Cleveland megyékkel határos.

## Népesség
A megye népességének változása:
| Lakosok száma | 18 674 | 18 702 | 18 773 | 18 785 | 18 778 | 17 350 |
|               | 2010   | 2011   | 2012   | 2013   | 2015   | 2020   |